# Dénes Berinkey
Dénes Berinkey (Csúz, 17 ottobre 1871 – Budapest, 25 giugno 1948) è stato un giurista e politico ungherese che ricoprì per due mesi nel 1919 la carica di primo ministro durante il regime di Mihály Károlyi.
Il 20 marzo 1919 la Francia, con la cosiddetta nota Vyx (dal nome del luogotenente colonnello francese Ferdinand Vyx), ordinò alle truppe ungheresi di ritirarsi nel territorio ungherese. Per non accettare che le nuove frontiere del Paese coincidessero con la linea militare, Berinkey si dimise ed i comunisti presero il potere.